# Greuge

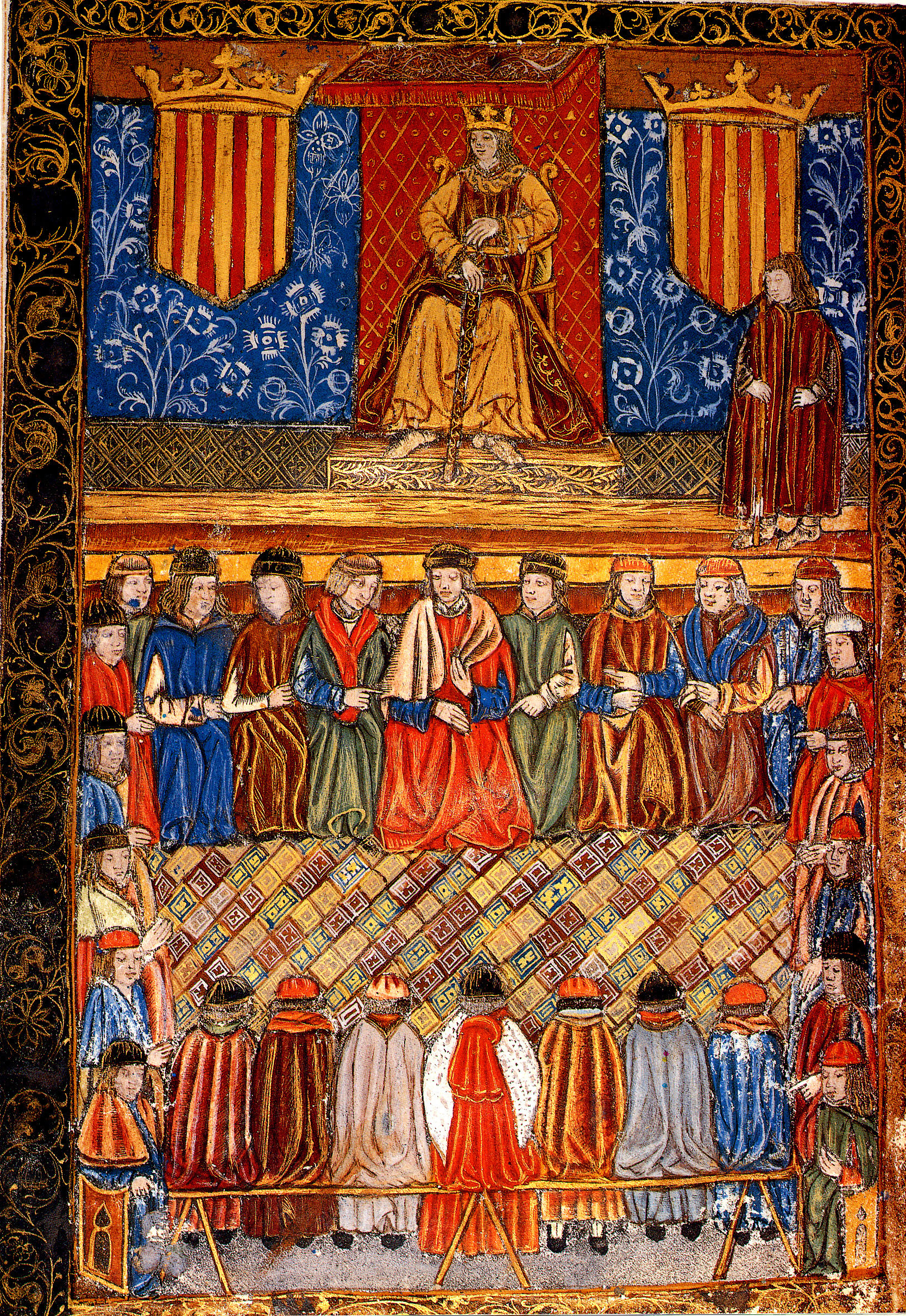
Jaume I, el Conqueridor, presidint les Corts Catalanes. Frontispici d'una edició incunable de 1495 de les Constitucions catalanes (Arxiu de la Corona d'Aragó. Usatges de Barcelona e constituciones de Cathalunya?, Barcelona: Pere Miquel i Diego de Gumiel, impressors).

Un greuge és una acció o omissió, física o virtual, que perjudica injustament a una persona o a una institució.
Inicialment els greuges s'associaven a agressions personals directes. En una segona fase el terme va passar a significar qualsevol actuació injusta, especialment un abús de poder en contra de les lleis establertes. Les constitucions de Catalunya, Aragó, Mallorca i València recollien el concepte de greuge i determinaven un protocol legal per a solucionar les causes dels agreujats.
En una tercera etapa, que continua vigent, també es consideraven greuges les accions o omissions de caràcter personal contra una persona o institució en l'àmbit moral o psicològic, encara que quedessin fora dels àmbits polítics o jurídics.

## Greuges en general
La definició del Diccionari català-valencià-balear és molt genèrica. Un greuge s'explica com una acció que provoca dany o molèstia. Sinònims molt propers podrien ser: dany, tort, destorb, mal, ... En el sentit primitiu no es consideraven específicament els greuges legals o d'abús de poder.
Un exemple de "fer greuge" en el sentit de "fer mal" es troba en una de les quatre grans Cròniques:
| «                   | Capítol 564. E tot açò dit, dixem a ell e el pregam que ell que partís d'aquí e que faés establir los castells del Regne de València de vianda, e d'altres coses, e que degués be e enfor- tidament menar la guerra, e senyaladament que gitàs tots los moros del dit Regne de València, per ço com eren tots traïdors e havien-nos-ho donat a conèixer moltes vegades que, nós faent bé a ells, punyaren tots temps de fer a nós greuge, e a nós decebre si poguessen; e açò mateix farien a ell si romanien ... | » |
| — Llibre dels fets. | |   |

## Greuges polítics o jurídics

### A Aragó
De manera semblant que a Catalunya, les Corts aragoneses disposaven d'una estructura legal per a dirimir "greuges" (amb la mateixa denominació que en català). En particular hi havia "recogedores de greuges" i "examinadores de greuges".

### Carta Magna
En els precedents de la signatura del document hi havia una llarga llista de greuges provocats pels abusos de poder reial.

### Declaració d'Independència dels Estats Units d'Amèrica
El desig de independència fou inspirat per greuges no esmenats. El document recull aquells greuges.

## Greuges en sentit modern

### Greuges amb entitat legal
Quan una persona, física o jurídica, es considera agreujada per accions o omissions que estan recollides dins del marc legal, el procediment normal és fer una denúncia o presentar una querella.

### Greuges privats i personals
Els greuges privats són aquells que no estan previstos en les lleis: no saludar, no felicitar, no manifestar el condol, ... Hi ha dotzenes de situacions possibles que només es poden solucionar amb el diàleg o la intermediació. En casos extrems, les relacions personals es poden enverinar i evolucionar cap una situació molt negativa. És freqüent que les dues persones implicades es considerin mútuament agreujades.

## Greuges comparatius
Tots els casos de greuges poden considerar-se de manera aïllada però, quan cal analitzar-los, és interessant comparar-los amb casos semblants. Des del punt de vista de la persona agreujada i, també, des dels ulls de la persona que agreuja. Greuges per accions negatives o per omissió d'accions positives.

## Altres significats
- Antigament, agreujar també volia dir "carregar amb impostos". Probablement relacionat amb el llatí gravis (d'on derivà gravetat).
- Agreujar indica "empitjorar".[11]
- Agreujar és tan com "causar un greuge".
- Desgreujar, derivat de desgreuge, expressa "corregir o reparar un greuge".[12]